# Rudolf Moralt
Rudolf Moralt (Munique, 26 de fevereiro de 1902 - Viena, 16 de dezembro de 1958) foi um maestro alemão, particularmente associado com as obras de Wolfgang Amadeus Mozart e repertório alemão.
Moralt nasceu em Munique e estudou com Walter Courvoisier e August Schmid-Lindner e foi contratado como répétiteur na Ópera Estatal de Munique sob Bruno Walter e Hans Knappertsbusch de 1919 até 1923. Foi maestro da casa de ópera de Kaiserlautern entre 1923 até 1928 e diretor musical da casa de ópera de Brno entre 1932 até 1934. Também trabalhou em Braunschweig e Graz e depois foi apontado como maestro principal da Ópera Estatal de Viena, onde ficou desde 1940 até 1958. Também apareceu frequentemente no Festival de Salzburgo e em muitas outras cidades europeias e da América do Sul. 
Rudolf Moralt morreu em Viena aos 56 anos.